# 兵庫県中学校の廃校一覧
兵庫県中学校の廃校一覧（ひょうごけんちゅうがっこうのはいこうのいちらん）は、兵庫県の中学校および中等教育学校の廃校の一覧である。対象となるのは学制改革（1947年）以降に廃校となった中学校と分校である。名称は廃校当時のもの。廃校時に属していた自治体が合併により消滅している場合は現行の自治体に含める。また現在休校中の学校は公式には存続していることとなっているが、休校中の学校は事実上廃校となっている場合が多いため、便宜上本項に記載する。

## 国立中学校

### 神戸市
- 神戸大学附属住吉中学校（2011年明石中と統合し神戸大学附属中等教育学校へ）[1]

### 明石市
- 神戸大学附属明石中学校（2011年住吉中と統合し神戸大学附属中等教育学校へ）[1]

## 公立中学校

### 神戸市
- 神戸市立御崎中学校（1949年松原中と統合し神戸市立須佐野中学校へ）[2]
- 神戸市立松原中学校（1949年御崎中と統合し須佐野中へ）[2]
- 神戸市立淡河中学校〈旧〉（1963年上淡河中と統合し神戸市立淡河中学校〈新〉へ）[3]
- 神戸市立上淡河中学校（1963年淡河中〈旧〉と統合し淡河中〈新〉へ）[3]
- 神戸市立生田中学校（1990年神戸中と統合し神戸市立神戸生田中学校へ）[4]
- 神戸市立神戸中学校（1990年生田中と統合し神戸生田中へ）[4]
- 神戸市立大橋中学校（1997年苅藻中と統合し神戸市立長田中学校へ）[5]
- 神戸市立苅藻中学校（1997年大橋中と統合し長田中へ）[5]
- 神戸市立湊中学校（2011年楠中と統合し神戸市立湊翔楠中学校へ）[6]
- 神戸市立楠中学校（2011年湊中と統合し湊翔楠中へ）[6]
- 神戸市立港島中学校（2016年神戸市立港島小学校と統合し神戸市立義務教育学校港島学園へ）[7]
- 神戸市立八多中学校（2023年神戸市立八多小学校と統合し神戸市立義務教育学校八多学園へ）[8]

### 姫路市
- 姫路市立白鳥中学校（1959年書写中と統合し姫路市立大白書中学校へ）[9]
- 姫路市立書写中学校（1959年白鳥中と統合し大白書中へ）[9]
- 姫路市立大塩中学校（1979年的形中と統合し姫路市立大的中学校へ）[10]
- 姫路市立的形中学校（1979年大塩中と統合し大的中へ）[10]
- 姫路市立白鷺中学校（2018年姫路市立白鷺小学校と統合し姫路市立白鷺小中学校（義務教育学校）へ移行）[11]
- 姫路市立四郷中学校（2018年姫路市立四郷小学校と統合し姫路市立四郷学院（義務教育学校）へ移行）[12]
- 姫路市立豊富中学校（2020年姫路市立豊富小学校と統合し姫路市立豊富小中学校（義務教育学校）へ移行）[13]
- 林田町立林田中学校伊勢分校（1958年）[14]
- 香寺町立中寺中学校（1960年香呂中と統合し姫路市立香寺中学校〈当時：香寺町立〉へ）[15]
- 香寺町立香呂中学校（1960年中寺中と統合し香寺中へ）[15]
- 姫路市高砂市中学校組合立天川中学校（1975年組合立を解消し、姫路市域は姫路市立東中学校へ）[注釈 1]

### 尼崎市
- 尼崎市立大庄中学校〈初代〉（1949年大庄東中と大庄西中へ分割）[16]
- 尼崎市立昭和中学校（2005年明倫中と統合し尼崎市立中央中学校へ）[17]
- 尼崎市立明倫中学校（2005年昭和中と統合し中央中へ）[17]
- 尼崎市立大庄東中学校（2006年大庄西中と統合し尼崎市立大庄中学校〈2代目〉へ）[16]
- 尼崎市立大庄西中学校（2006年大庄東中と統合し大庄中〈2代目〉へ）[16]
- 尼崎市立小田南中学校（1949年小田中〈初代〉から改称[18]、2016年若草中と統合し尼崎市立小田中学校〈2代目〉へ）[19]
- 尼崎市立若草中学校（2016年小田南中と統合し小田中〈2代目〉へ）[19]
- 尼崎市立啓明中学校（2016年大庄中へ統合）[16]

### 明石市
- 明石市立衣川中学校王子分校（1950年）[20]

### 西宮市
- 西宮市立甲東中学校（1950年4月7日北口中と統合し西宮市立甲陵中学校へ）[21]
- 西宮市立北口中学校（1950年4月7日甲東中と統合し甲陵中へ）[21]
- 西宮市立西宮浜中学校（2020年西宮市立西宮浜小学校と統合し西宮市立総合教育センター付属西宮浜義務教育学校へ移行）[22]

### 洲本市
- 洲本市立第二中学校〈初代〉（1948年8月25日第三中と統合し第二中〈現：洲本市立青雲中学校〉へ）[23]
- 洲本市立第三中学校（1948年8月25日第二中〈初代〉と統合し第二中〈2代目〉へ）[23]
- 洲本市立上灘中学校（1972年休校、洲本市立由良中学校へ統合[24]、2006年廃校[25]）
- 洲本市立中川原中学校（2011年洲本市立洲浜中学校へ統合）[26]
- 五色町立都志中学校（1966年統合により洲本市立五色中学校〈当時：五色町立〉へ）[27][注釈 2]
- 五色町立鮎原中学校（同上）[27]
- 五色町立五色丘中学校（同上）[27]

### 相生市
- 相生市立若狭野中学校(1961年矢野中と統合し相生市立矢野川中学校へ)[28]
- 相生市立矢野中学校（1961年若狭野中と統合し矢野川中へ）[28]
- 相生市立相生中学校（2007年相生市立那波中学校へ統合）[29]

### 豊岡市
- 豊岡市立奈佐中学校（1968年豊岡市立豊岡北中学校へ統合）[注釈 3]
- 豊岡市立豊岡南中学校〈旧〉（1976年神美中と統合し豊岡市立豊岡南中学校〈新〉へ）[30]
- 豊岡市立神美中学校（1976年豊岡南中〈旧〉と統合し豊岡南中〈新〉へ）[30]
- 豊岡市立森本中学校（2015年[31]豊岡市立竹野中学校へ統合[31]）
- 豊岡市立竹野中学校（2025年豊岡市立竹野小学校と統合し、義務教育学校の豊岡市立竹野学園へ）[32]
- 竹野町立中竹野中学校（1966年竹野中へ統合）[33][注釈 4]
- 竹野町立森本中学校椒分校（1966年）
- 竹野町立森本中学校三原分校（1966年）
- 室埴村立室埴中学校（1954年[34]豊岡市立出石中学校〈当時：出石町室埴村組合立〉へ統合）[注釈 5]
- 小坂村立小坂中学校（1954年出石中へ統合）
- 神美村立神美中学校小野分校（同上、本校は1957年分村により豊岡市に編入）
- 日高町立日高中学校（1965年統合により豊岡市立日高東中学校〈当時：日高町立〉へ）[35]
- 日高町立国府中学校（同上）[35]
- 日高町立八代中学校（同上）[35]
- 但東町立高橋中学校（1967年合橋中と統合し但東中〈初代〉へ）[36]
- 但東町立合橋中学校（1967年高橋中と統合し但東中〈初代〉へ）[36]
- 但東町立但東中学校〈初代〉（2004年但東北中と統合し豊岡市立但東中学校〈当時：但東町立〉へ）[37]
- 但東町立但東北中学校（1981年資母中から改称、2004年但東中〈初代〉と統合し但東中〈2代目〉へ）[37]
- 出石町立弘道中学校出石学園分校（1974年兵庫県立出石養護学校〈現：兵庫県立出石特別支援学校〉開校に伴い廃校）[38]

### 加古川市
- 加古川市立両荘中学校（2024年加古川市立平荘小学校、加古川市立上荘小学校と統合し加古川市立義務教育学校両荘みらい学園へ）[39]
- 別府町立別府中学校（1947年尾上中と統合し加古川市立浜の宮中学校〈当時：加古郡学校組合立〉へ）[40]その後加古川市立別府中学校として再分離
- 尾上村立尾上中学校（1947年別府中と統合し浜の宮中へ）[40]
- 上荘村立上荘中学校（1948年12月22日平荘中と統合し両荘中へ）[41]
- 平荘村立平荘中学校（1948年12月22日上荘中と統合し両荘中へ）[41]

### 赤穂市
- 高雄村立高雄中学校（1949年11月19日赤穂市立坂越中学校〈当時：坂越町・高雄村組合立〉へ統合）[42]

### 西脇市
- 西脇市立芳田中学校（1961年西脇市立西脇南中学校へ統合）[43]
- 西脇町立西脇中学校〈旧〉（1948年統合により西脇市立西脇中学校〈当時：多可郡学校組合立〉へ）[44]
- 日野村立日野中学校（同上）[44]
- 重春村立重春中学校（同上）[44]
- 黒田庄村立黒田庄中学校陸海分校[45]（廃校時期不詳）
- 黒田庄村立黒田庄中学校滝尾分校[45]（廃校時期不詳）

### 三木市
- 三木市立口吉川中学校（1969年細川中と統合し星陽中へ）[46]
- 三木市立細川中学校（1969年口吉川中と統合し星陽中へ）[46]
- 三木市立志染中学校（2021年三木市立緑が丘中学校へ統合）[47]
- 三木市立星陽中学校（2022年三木市立三木中学校へ統合）[48]
- 三木町立久留美中学校（1952年三木中へ統合）[49][注釈 6]
- 吉川町立東吉川中学校（1958年統合により三木市立吉川中学校〈当時：美嚢郡吉川町立〉へ）[50]
- 吉川町立上吉川中学校（同上）[50]
- 吉川町立中吉川中学校（同上）[50]

### 高砂市
- 曽根町立曽根中学校（1949年伊保中と統合し高砂市立松陽中学校〈当時：印南郡学校組合立〉へ）[51]
- 伊保村立伊保中学校（1949年曽根中と統合し松陽中へ）[51]
- 姫路市高砂市中学校組合立天川中学校（1975年組合立を解消し、高砂市域は高砂市立鹿島中学校へ）[52]

### 小野市
- 小野市立大部中学校（1966年下東条中と統合し小野市立旭丘中学校大部校舎となり、1968年新校舎に移転）[53]
- 小野市立下東条中学校（1966年大部中と統合し旭丘中下東条校舎となり、1968年新校舎に移転）[53]
- 小野市立来住中学校（1980年市場中と統合し小野市立小野南中学校へ）[54]
- 小野市立市場中学校（1980年来住中と統合し小野南中へ）[54]

### 三田市
- 三田市立羽束中学校小野分校（1964年三田市立八景中学校へ統合）[55]
- 三田市立羽束中学校（1975年八景中の一部と統合し三田市立上野台中学校へ改編）[56]

### 加西市
- 加西市立下里中学校（1974年賀茂中と統合し加西市立善防中学校へ）[57]
- 加西市立賀茂中学校（1974年下里中と統合し善防中へ）[57]
- 加西町立九会中学校（1960年富合中と統合し加西市立加西中学校〈当時：加西町立〉へ）[58]
- 加西町立富合中学校（1960年九会中と統合し加西中へ）[58]
- 北條町立北条中学校〈旧〉（1965年富田中と統合し加西市立北条中学校〈当時：北條町立〉へ）[59]
- 北條町立富田中学校（1965年北条中〈旧〉と統合し北条中〈新〉へ）[59]
- 泉町立泉中学校〈旧〉（1967年統合により加西市立泉中学校〈当時：泉町立〉へ）[60]※一部の資料では在田中とされている[61]。
- 泉町立多加野中学校（同上）[60]
- 泉町立西在田中学校（同上）[60]

### 丹波篠山市
- 篠山町立篠山中学校〈旧〉（1950年中部中と統合し丹波篠山市立篠山中学校〈当時：篠山町外四ケ村組合立〉へ）[62]
- 篠山町立城東中学校（1998年多紀中と統合し丹波篠山市立篠山東中学校〈当時：篠山町立〉へ）[63]
- 篠山町立多紀中学校（1998年城東中と統合し篠山東中へ）[63]
- 多紀郡城北村外三ケ村組合立中部中学校（1950年篠山中〈旧〉と統合し篠山中〈新〉へ）[62]
- 丹南町立大山中学校（1962年統合により丹波篠山市立丹南中学校〈当時：丹南町立〉へ）[64]
- 丹南町立味間中学校（同上）[64]
- 丹南町立城南中学校（同上）[64]
- 丹南町立古市中学校（同上）[64]
- 西紀町立川内中学校（1966年草山中と統合し丹波篠山市立西紀中学校〈当時：西紀町立〉へ）[65]
- 西紀町立草山中学校（1966年川内中と統合し西紀中へ）[65]
- 多紀町立東雲中学校（1969年福住中と統合し多紀中へ）
- 多紀町立福住中学校（1969年東雲中と統合し多紀中へ）

### 養父市
- 養父市立八鹿中学校（2010年青渓中と統合し養父市立八鹿青渓中学校へ）[66]
- 養父市立青渓中学校（2010年八鹿中と統合し八鹿青渓中へ）[66]
- 養父市立関宮中学校〈2代目〉（2020年養父市立関宮小学校と統合し義務教育学校の養父市立関宮学園へ移行）[67]
- 南谷村立南谷中学校〈初代〉（1953年明延中と統合し南谷中〈2代目〉へ）[68]
- 南谷村立明延中学校（1953年南谷中〈初代〉と統合し南谷中〈2代目〉へ）[68]
- 関宮町立関宮中学校〈初代〉（1962年熊次中と統合し関宮中〈2代目〉へ）[69]
- 関宮町立熊次中学校（1962年関宮中〈初代〉と統合し関宮中〈2代目〉へ）[69]
- 八鹿町立伊佐中学校（1957年宿南中と統合し青渓中へ）[70]
- 八鹿町立宿南中学校（1957年伊佐中と統合し青渓中へ）[70]
- 八鹿町立高柳中学校（1964年八鹿中へ統合）
- 大屋町立大屋中学校〈旧〉（1965年統合により養父市立大屋中学校〈当時：大屋町立〉へ）[68]
- 大屋町立口大屋中学校（同上）[68]
- 大屋町立西谷中学校（同上）[68]
- 大屋町立南谷中学校〈2代目〉（1972年大屋中南谷校舎となり、1973年廃止）[68]
- 養父町立養父中学校〈旧〉（1989年統合により養父市立養父中学校〈当時：養父町立〉へ）[71]
- 養父町立広谷中学校（同上）[71]
- 養父町立建屋中学校（同上）[71]

### 丹波市
- 丹波市立山南中学校〈2代目〉（2023年和田中と統合し丹波市立山南中学校〈3代目〉へ）[8]
- 丹波市立和田中学校（2023年山南中〈2代目〉と統合し山南中〈3代目〉へ）[8]
- 山南町立山南中学校〈初代〉（1958年上久下中と統合し山南中〈2代目〉へ）[72]
- 山南町立上久下中学校（1958年山南中〈初代〉と統合し山南中〈2代目〉へ）[72]
- 成松町立成松中学校（1954年葛野中と統合し氷上中〈当時：成松町葛野村組合立〉へ）[73]
- 葛野村立葛野中学校（1954年成松中と統合し氷上中〈当時：成松町葛野村組合立〉へ）[73]
- 氷上町立氷上中学校〈1955年から〉（1961年統合により丹波市立氷上中学校〈当時：氷上町立〉へ）[73]
- 氷上町立東中学校（同上）[73]
- 氷上町立南中学校（同上）[73]
- 氷上町立北中学校（同上）[73]
- 青垣町立青垣中学校〈旧〉（1961年統合により丹波市立青垣中学校 〈当時：青垣町立へ〉）[74]
- 青垣町立神楽中学校（同上）[74]
- 青垣町立遠阪中学校（同上）[74]
- 鴨庄村立鴨庄中学校（1952年山東中へ統合）[75]
- 市島町立山東中学校（1970年竹山中と統合し丹波市立市島中学校〈当時：市島町立〉へ）[75]
- 市島町立竹山中学校（1970年山東中と統合し市島中へ）[75]
- 春日町立明徳中学校（1971年大路中と統合し丹波市立春日中学校 〈当時：春日町立〉へ）[76]
- 春日町立大路中学校（1971年明徳中と統合し春日中へ）[76]

### 南あわじ市
- 南あわじ市立御原中学校 （2013年辰美中と統合し南あわじ市立西淡中学校へ）[77][注釈 7]
- 南あわじ市立辰美中学校 （2013年御原中と統合し西淡中へ）[77]
- 南あわじ市立倭文中学校（2022年南あわじ市立三原中学校へ統合）[48]
- 南淡町立福良中学校（1983年統合により南あわじ市立南淡中学校〈当時：南淡町立〉へ）[78]
- 南淡町立賀集中学校（同上）[78]
- 南淡町立北阿万中学校（同上）[78]
- 南淡町立阿万中学校（同上）[78]
- 南淡町立灘中学校（同上）[78]

### 朝来市
- 生野町立上生野中学校（1953年朝来市立生野中学校〈当時：生野町立〉上生野分校から独立、1955年生野中へ統合）[79]
- 生野町立黒川中学校（1953年生野中黒川分校から独立、1985年生野中へ統合）[79]
- 和田山町立和田山中学校〈初代〉（1956年東河中と統合し和田山中〈2代目〉西校舎となり、1965年8月31日移転）[80]
- 和田山町立東河中学校（1956年和田山中〈初代〉と統合し和田山中〈2代目〉東校舎となり、1965年8月31日廃止）[80]
- 和田山町立和田山中学校〈2代目〉（1967年統合により朝来市立和田山中学校〈当時：和田山町立〉へ）[80]
- 和田山町立大蔵中学校（1967年和田山中大蔵校舎となり、1969年廃止）[80]
- 和田山町立竹田中学校（1967年和田山中竹田校舎となり、1969年廃止）[80]
- 和田山町立糸井中学校（1967年和田山中糸井校舎となり、1969年廃止）[80]
- 山東町立粟鹿中学校（1958年朝来市立梁瀬中学校〈当時：山東町立〉へ統合）[81]
- 朝来町立山口中学校（1962年中川中と統合し朝来市立朝来中学校〈当時：朝来町立〉南校舎となり、1964年9月1日新校舎に移転）[82]
- 朝来町立中川中学校（1962年山口中と統合し朝来中北校舎となり、1964年9月1日新校舎に移転）[82]

### 淡路市
- 津名町立志筑中学校（1960年統合により淡路市立津名中学校〈当時：津名町立〉へ）[83][注釈 8]
- 津名町立生穂中学校（同上）[83]
- 津名町立佐野中学校（同上）[83]
- 東浦町立釜口中学校（1966年統合により淡路市立東浦中学校〈当時：東浦町立〉へ）[83][注釈 9]
- 東浦町立仮屋中学校（同上）[83]
- 東浦町立浦中学校（同上）[83]
- 一宮町立一宮中学校〈旧〉（1984年江山中と統合し淡路市立一宮中学校〈当時：一宮町立〉へ）[83][注釈 10]
- 一宮町立江山中学校（1984年一宮中〈旧〉と統合し一宮中〈新〉へ）[83]
- 北淡町立富島中学校（1963年統合により北淡西中へ）[84]
- 北淡町立仁井中学校（同上）[84]
- 北淡町立野島中学校（同上）[84]
- 北淡町立浅野中学校（同上）[84]
- 北淡町立育波中学校（1963年室津中と統合し北淡東中へ）[84]
- 北淡町立室津中学校（1963年育波中と統合し北淡東中へ）[84]
- 北淡町立北淡東中学校（2004年北淡西中と統合し淡路市立北淡中学校〈当時：北淡町立〉へ）[85]
- 北淡町立北淡西中学校（2004年北淡東中と統合し北淡中へ）[85]

### 宍粟市
- 西谷村立西谷中学校（1950年奥谷と統合し両村学校組合立西奥中学校〈現：宍粟市立波賀中学校〉へ）[86]
- 奥谷村立奥谷中学校（1950年西谷中と統合し西奥中へ）[86]
- 土万村立土万中学校（1951年三河村立三河中学校と統合し三土中へ）[87]
- 波賀町立波賀中学校引原分校（1964年）[86]
- 波賀町立波賀中学校道谷分校（1964年）
- 一宮町立下三方中学校（1966年統合により宍粟市立一宮北中学校〈当時：一宮町立〉へ）[88]
- 一宮町立三方中学校（同上）[88]
- 一宮町立繁盛中学校（同上）[88]
- 一宮町立神戸中学校（1966年染河内中と統合し宍粟市立一宮南中学校〈当時：一宮町立〉へ）[89]
- 一宮町立染河内中学校（1966年神戸中と統合し一宮南中へ）[89]
- 山崎町立菅野中学校（1984年山崎中と統合し宍粟市立山崎西中学校〈当時：山崎町立〉へ）[90]
- 山崎町立山崎中学校（1984年菅野中と統合し山崎西中へ）[90]
- 山崎町立神河中学校（1988年蔦沢中と統合し宍粟市立山崎東中学校〈当時：山崎町立〉へ）[91]
- 山崎町立蔦沢中学校（1988年神河中と統合し山崎東中へ）[91]
- 兵庫県佐用郡佐用町・宍粟市三土中学校事務組合立三土中学校（2015年組合解散し宍粟市側は山崎西中へ統合）

### 加東市
- 社町立鴨川中学校（1960年三草中へ統合）[92]
- 社町立社中学校〈初代〉（1970年米田中と統合し社中〈2代目〉へ）[92]
- 社町立米田中学校（1970年社中〈初代〉と統合し社中〈2代目〉へ）[92]
- 社町立社中学校〈2代目〉（1978年統合により加東市立社中学校〈当時：社町立〉へ）[92]
- 社町立福田中学校（同上）[92]
- 社町立三草中学校（同上）[92]
- 東条町立東条東中学校（1964年東条西中と統合し東条中へ）[93]
- 東条町立東条西中学校（1964年東条東中と統合し東条中へ）[93]
- 滝野町立滝野中学校〈旧〉（1949年加茂中と統合し加東市立滝野中学校〈当時：滝野町加茂村学校組合立〉へ）[94]
- 加茂村立加茂中学校（1949年滝野中〈旧〉と統合し滝野中〈新〉へ）[94]
- 加東市立東条中学校（2021年加東市立東条東小学校及び加東市立東条西小学校と統合し義務教育学校加東市立東条学園小中学校へ）[95]
- 加東市立社中学校（2025年社学園中学校（小中一貫校）へ）[32]

### たつの市
- 御津町立御津中学校室津分校（1958年）[96]
- 龍野市立龍野中学校（1967年たつの市立龍野東中学校[97]とたつの市立龍野西中学校[98]〈いずれも当時：龍野市立〉へ分割）
- 龍野市立神岡中学校（1967年龍野中の一部と統合し龍野東中へ）[97]
- 龍野市立揖西中学校（1967年龍野中の一部と統合し龍野西中へ）[98]
- 龍野市立揖保中学校（同上）[98]

### 川辺郡
- 猪名川町立中谷中学校（2022年六瀬中と統合し猪名川町立清陵中学校へ）[48][99]
- 猪名川町立六瀬中学校（2022年中谷中と統合し清陵中へ）[48][99]

### 多可郡
- 八千代町立八千代中学校〈旧〉（1970年大和中と統合し多可町立八千代中学校〈当時：八千代町立〉へ）[100]
- 八千代町立大和中学校（1970年八千代中〈旧〉と統合し八千代中〈新〉へ）[100]

### 加古郡
- 稲美町立天満中学校（1975年母里中と統合し稲美町立稲美中学校へ）[101]
- 稲美町立母里中学校（1975年天満中と統合し稲美中へ）[101]

### 神崎郡
- 市川町立瀬加中学校（2014年市川町立市川中学校へ統合）[102]
- 市川町立鶴居中学校（2022年市川中へ統合）[103]
- 甘地村立甘地中学校（1950年川辺中と統合し川辺村甘地村組合立神崎中学校〈現：市川中〉へ）
- 川辺村立川辺中学校（1950年甘地中と統合し組合立神崎中へ）
- 神河町立大河内中学校（2011年神崎中と統合し神河町立神河中学校へ）[104]
- 神河町立神崎中学校（2011年大河内中と統合し神河中へ）[104]
- 神崎町立粟賀中学校（1962年統合により神崎町立神崎中〈のち：神河町立〉へ）
- 神崎町立大山中学校（同上）
- 神崎町立越知谷中学校（同上）
- 福崎町立田原中学校（1980年八千種中と統合し福崎町立福崎東中学校へ）[105]
- 福崎町立八千種中学校（1980年田原中と統合し福崎東中へ）[105]

### 揖保郡
- 太子町立揖東中学校（1959年統合により太子町立太子中学校〈現：太子町立太子西中学校〉へ）[106]
- 太子町立龍田中学校（同上）[106]
- 太子町立石海中学校（同上）[106]

### 赤穂郡
- 上郡町立上郡中学校〈旧〉（1960年統合により上郡町立上郡中学校〈新〉へ）[注釈 11]
- 上郡町立高田中学校（同上）
- 上郡町立船坂中学校（同上）
- 上郡町立赤松中学校（同上）
- 上郡町立鞍居中学校（同上）

### 佐用郡
- 佐用町立佐用中学校〈旧〉（1975年統合により佐用町立佐用中学校〈新〉へ）[107]
- 佐用町立利神中学校（同上）[107]
- 佐用町立利神中学校石井分校（同上）[107]
- 江川村立江川中学校（1949年佐用中江川分校となり、1975年廃校）[107]
- 三河村立三河中学校（1951年土万村立土万中学校と統合し三土中へ）[87]
- 上月町立上月中学校〈旧〉（1971年久崎中と統合し佐用町立上月中学校〈当時：上月町立〉へ）[107]
- 上月町立久崎中学校（1971年上月中〈旧〉と統合し上月中〈新〉へ）[107]
- 兵庫県佐用郡佐用町・宍粟市三土中学校事務組合立三土中学校（2015年組合解散し佐用町側は佐用町立上津中学校へ統合）[108]

### 美方郡
- 城崎郡学校組合立佐津中学校柴山分校（1952年）[109]
- 城崎郡学校組合立佐津中学校奥佐津分校（1952年）[109]
- 浜坂町立浜坂中学校〈旧〉（1976年統合により新温泉町立浜坂中学校〈当時：浜坂町立〉へ）[110]
- 浜坂町立西浜中学校（同上）[110]☆跡地に諸寄小学校〈現：新温泉町立浜坂西小学校〉の新校舎が建設された。
- 浜坂町立大庭中学校（同上）[110]
- 温泉町立温泉中学校（2005年統合により新温泉町立夢が丘中学校〈当時：温泉町立〉へ）[111]☆旧校舎は、夢が丘中の校舎として引き続き使用されている。
- 温泉町立照来中学校（同上）[111]☆旧校舎は新温泉町立照来小学校に引き継がれた。
- 温泉町立八田中学校（同上）[111]
- 香美町立村岡中学校〈旧〉（2009年統合により香美町立村岡中学校〈新〉へ）[112]
- 香美町立射添中学校（同上）[112]
- 香美町立兎塚中学校（同上）[112]
- 香美町立香住第二中学校（2021年香美町立香住第一中学校へ統合）[113]
- 香住町立長井中学校（1955年香住第一中へ統合）[114]
- 香住町立余部中学校（1955年香住第一中余部分校へ）[114]☆香美町立余部小学校に併設
- 香住町立香住第一中学校柴山分校（1958年）[114]
- 香住町立香住第一中学校余部分校（1959年）[115]

## 私立中学校

### 神戸市
- 神港中学校（1955年生徒募集停止）[116]
- 神戸学院女子中学校（1968年）

### 美方郡
- 私立柴山中学校（1956年香住町立香住第一中学校へ統合、柴山分校となる）[114]